# Caia (Mozambique)
 (juin 2018).
Pour les articles homonymes, voir Caia.
Caia, nommée Vila Fontes à l'époque coloniale, est une ville du Mozambique située sur la rive sud du Zambèze, dans la province de Sofala ; elle est le chef-lieu du district de Caia. C'est une ville relativement petite.

## Géographie
La ville de Caia est située dans la province de Sofala, dans le Mozambique, en Afrique. Elle est nichée le long de la rive nord du fleuve Zambèze, ce qui en fait un point de passage stratégique pour le commerce et les transports fluviaux.
Comme une partie importante du Mozambique, Caia se caractérise par un climat tropical de savane à hiver sec (Aw) selon la classification de Köppen, avec des températures moyennes élevées tout au long de l'année. Les précipitations saisonnières sont courantes, en particulier pendant la saison des pluies qui s'étend de novembre à avril. Ces conditions climatiques favorables ont contribué à la richesse agricole de la région, avec une production importante.
L'accès à Caia est facilité par un réseau de routes, en particulier la route nationale 1 (EN1), qui relie le Mozambique du Nord au Sud en passant par Caia. De plus, le pont de Caia, qui traverse le fleuve Zambèze, est un élément clé de l'infrastructure de transport de la région.
En résumé, la géographie de Caia en fait une ville stratégique le long du fleuve Zambèze, avec un climat propice à l'agriculture et des paysages naturels remarquables. Son emplacement central et ses connexions de transport en font un hub vital pour le commerce et les déplacements dans la région.

## Santé
La ville de Caia dispose d'établissements de soins de santé, dont [Padoue ], offrant des services médicaux complets. Des initiatives de santé publique sont mises en place pour promouvoir la santé, y compris des campagnes de sensibilisation et des programmes de vaccination. Cependant, des défis subsistent, notamment l'accès limité aux soins de santé dans certaines zones et des préoccupations liées à des problèmes de santé spécifiques. Les autorités locales travaillent en partenariat avec des organisations de santé pour améliorer la situation.

## Transports

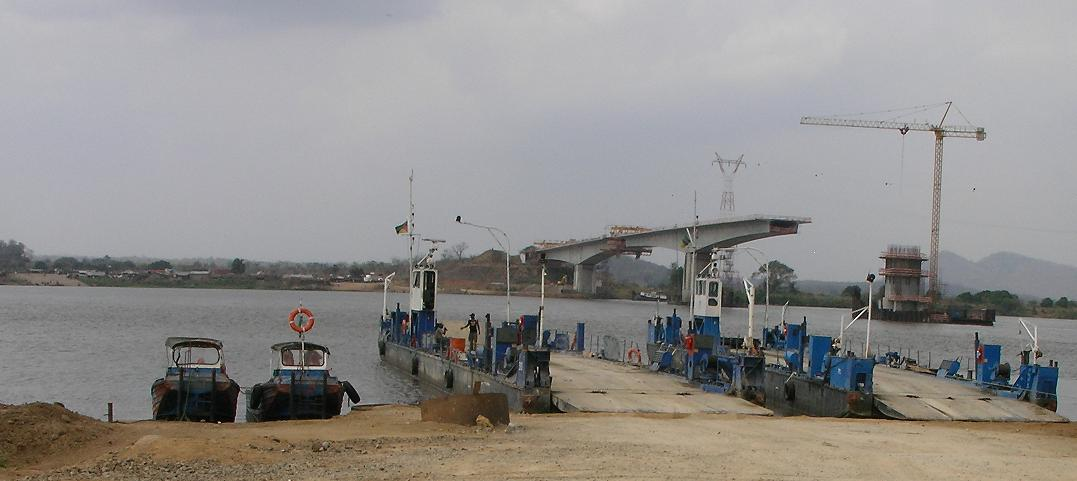
Le pont de Caia en cours de construction.

Le 1er août 2009 est ouvert le pont routier (route EN7) enjambant le Zambèze de Caia à Chimuara, nommé du nom du président du Mozambique Armando Emilio Guebuza. Avec une longueur de 2 376 mètres et une largeur de 16 mètres, il est plus long que le pont de Tete et que celui de Katima Mulilo. Il n'est surpassé que par le pont Dona Ana, qui est un pont ferroviaire. Ce pont est important, car il relie la province de Sofala et la province de Zambézie. Son coût est estimé à 80 millions de US$.
Caia possède aussi un aéroport avec une piste revêtue de 900 mètres et une gare sur la ligne qui relie, via le Dona Ana Bridge, le Malawi, Moatize, Tete et Beira ; cette ligne a été endommagée au cours de la guerre civile du Mozambique et est en cours[Quand ?] de réparation.